# Premio Amanda 2011
La XXVII edizione del premio cinematografico norvegese premio Amanda (Amanda Awards in inglese) si è tenuta nel 2011 con i seguenti vincitori.

## Vincitori
- Miglior film - King of Devil's Island
- Miglior film straniero - Another Year
- Miglior attore - Henrik Rafaelsen per Happy, Happy
- Miglior attrice - Line Verndal per Limbo
- Miglior attore non protagonista - Trond Nilssen per King of Devil's Island
- Miglior attrice non protagonista - Lena Endre per Limbo
- Miglior regista - Erik Skjoldbjærg per Nokas
- Migliore sceneggiatura - Christopher Grøndahl per Nokas
- Miglior fotografia - Manuel Alberto Claro per Limbo
- Miglior sonoro - Hugo Ekornes per Limbo
- Miglior montaggio - Christoffer Heie per Totally True Love
- Migliore colonna sonora - Johan Söderqvist per King of Devil's Island
- Miglior film per ragazzi - Elias: The Little Rescue Boat
- Miglior documentario - Reunion – Ten Years After the War
- Miglior film per il pubblico - Troll Hunter
- Premio onorario - Bjørn Floberg